# دانا پائولا
دانا پائولا (انگلیسی: Danna Paola؛ زادهٔ ۲۳ ژوئن ۱۹۹۵) خواننده، هنرپیشه، و مدل اهل مکزیک است. وی از سال ۱۹۹۹ میلادی تاکنون مشغول فعالیت بوده‌است.
از فیلم‌ها یا برنامه‌های تلویزیونی که وی در آن نقش داشته‌است می‌توان به الیت اشاره کرد.